# 1046
1046 (MXLVI) je bilo navadno leto, ki se je po julijanskem koledarju začelo na sredo.

## Dogodki

### Sveti sedež
- julij - Bivši papež Benedikt IX., ki ga je, da bi se odpovedal svojemu položaju, podkupil novi papež Gregor VI., si začne ponovno prizadevati za papeštvo preko rimsko-nemškega cesarja Henrika III., ki mu vse zdrahe v Rimu začno presedati.
- 20. december - Na sklic rimsko-nemškega cesarja Henrika III. je sklican koncil v Sutri, nedaleč od Rima. Na koncilu zaradi simonije razrešijo papeža Gregorja VI. in ↓
- 25. decembra → na novo izvolijo za papeža Klemena II., 149. po vrsti., sicer cesarjevega osebnega spovednika.  ↓
- → Novi papež Klemen II. krona Henrika III. za cesarja Svetega rimskega cesarstva. 1047 ↔

### Ostalo
- 24. januar - Po smrti mejnega grofa Ekeharda II. se marki Spodnje Lužice in Meissen vrneta nemškemu kralju Henriku III.
- 8. maj - Italonormanski vojskovodja Viljem Železna roka odvzame Bizantincem apulijsko obmorsko mesto Trani.
- 24. junij - Umrlega korejskega kralja dinastije Gorjeo Džeongdžonga nasledi Mundžong.
- Na Madžarskem se zgodi upor poganov proti pokristjanjevanju, ki ima pomembne politične posledice za Madžarsko.  Pretežno pogansko plemstvo in ljudstvo se upreta podrejanju kralja Petra Orseola rimsko-nemškemu cesarju Henriku III. V uporu je Peter Orseolo ubit, prav tako veliko cerkvenih dostojanstvenikov. Za novega kralja je bil priznan eden od voditeljev upora Andrej, pranečak Štefana I., ki sprva tolerira poganstvo, sicer pa nadaljuje s pokristjanjevanjem.
- Aldred, angleški škof Worcestera, vodi neuspešno vojaško ekspedicijo proti valižanskim kraljestvom, ki so pogosto vdirala čez mejno Ofovo linijo v Anglijo.
- Prve obmejne praske med Bizantinskim cesarstvom in Seldžuki.
- Na Kitajskem Bao Zheng, uradnik in pravnik dinastije Song, spiše cesarju memurandum o obvarovanju cesarstva pred bankrotom s priporočili za povečanje proizvodnje železa, ki bi prerazporedila bremena proizvodnje železa z manjših na večja gospodinjstva. Cesar priporočilom ugodi.

## Rojstva
- Matilda Toskanska, mejna grofinja, vojskovodkinja († 1115)
- Margareta Škotska, kraljica in svetnica († 1093)
- Jordan I., kapuanski knez († 1091)

## Smrti
- 24. januar - Ekehard II. Meissenški, mejni grof Spodnjih Lužic, mejni grof Meissna (* 985)
- 24. junij - Džeongdžong, korejski kralj dinastije Gorjeo (* 1018)
- 24. september - Sveti Gerard, italijanski misijonar, madžarski mučenik (* 980)

Neznan datum
- Neda, kneginja soproga Duklje (* ni znano)
- Peter Orseolo, ogrski kralj po rodu Benečan (* 1011)
- Viljem Železna roka, normanski vojskovodja v južni Italiji (* 1010)